# Мефодий (Филимонович)
Епи́скоп Мефо́дий (в миру Макси́м Филимо́нович или Филимо́нов; ум. февраль-март 1690, Новоспасский монастырь) — протопоп Нежинский, епископ Мстиславский и Оршанский, местоблюститель Киевской митрополии.

## Биография
Родился на Украине. Служил в Нежине в сане протоиерея. Активно участвовал во всех событиях церковной и политической жизни.
5 мая 1661 года был вызван в Москву и хиротонисан местоблюстителем Московского патриаршего престола Питиримом, во епископа Мстиславского и отправлен в Малороссию в звании местоблюстителя Киевской митрополии. Однако всего через три месяца на эту же Мстиславскую кафедру Киевский митрополит Дионисий Балабан поставил Виленского архимандрита Иосифа Нелюбовича-Тукальского, которому с этих пор суждено было стать постоянным противником епископа Мефодия.
В 1663 году на Киевскую кафедру был избран митрополит Иосиф Нелюбович-Тукальский. Новый митрополит не устраивал ни украинскую власть в лице гетмана Правобережной Украины Павла Тетери (1663—1665), ни польские власти, ни, по-видимому, духовенство Правобережной Украины. Более того, поляки арестовали Тукальского и держали его в заключении два года.
В марте 1668 года Константинопольский патриарх выдал грамоту, чтобы «никто другой, кроме архиепископа Иосифа Тукальского, Киевским митрополитом и архиереем под клятвенным преданием не назывался». Но реальную власть над Киевом и Левобережной Украиной митрополит Иосиф не получил.
В это же время местоблюститель Киевской митрополии епископ Мефодий добивался у московских властей утверждения его в действительном звании, но безуспешно. Тогда он повел опасную и хитрую игру. Мефодий обвинил перед Москвой всех сколько-нибудь значимых церковных деятелей Украины в верности не ему, а Иосифу Нелюбовичу Тукальскому, то есть, «врагу России». Среди обвиненных Мефодием был и свт. Феодосий (Полоницкий-Углицкий).
Но затем, узнав о том, что гетман Иван Брюховецкий (1663—1668) желает, чтобы Киевским митрополитом был назначен кто-нибудь из московских святителей, Мефодий резко изменил своё отношение к киевским игуменам и поддержал составление челобитных царю о избрании митрополита «по старине». Среди подписантов был и игумен Феодосий (Полоницкий-Углицкий). За это осенью 1665 года он был обвинен гетманом Брюховецким в том, что он поддерживает отношения с Выдубицким игуменом Феодосием Углицким, врагом царя.
В то время в Малороссии шла борьба за власть между гетманами. Еп. Мефодию невольно пришлось быть в центре этой борьбы, так как он защищал интересы Московского государства и принял сторону гетмана Брюховецкого, который силой захватил власть в свои руки. Но последний также не остался верен Москве, а склонился на сторону Польши. Впоследствии Брюховецкий был убит приверженцами гетмана Дорошенко. Петр Дорошенко являлся сторонником митр. Иосифа.
Еп. Мефодий был схвачен в своем поместье около Чернигова, запрещён митрополитом Иосифом (Нелюбович-Тукальским) и сослан в монастырь города Умани.
Отсюда он бежал в Киев, а из Киева московскими воеводами был отправлен в Москву. Всеобщая амнистия малороссиянам, данная после бунта Брюховецкого, сказалась и на судьбе Мефодия — он не был лишен епископского сана, а только помещён на жительство в Московский Новоспасский монастырь. Положение Мефодия в 1680-х годах в столице было вполне комфортным: он получал щедрое царское жалованье на церковные праздники, деньги на расходы, пользовался доходами от своих имений в районе Нежина.
Умер Мефодий где-то в начале 1690 года, возможно в феврале или даже начале марта, поскольку в конце марта его сын, Кирилл Филимонович прибыл в Москву для розыска «пожитков» отца.